# 高城町 (薩摩川内市)
高城町（たきちょう）は、鹿児島県薩摩川内市の町。旧薩摩国高城郡高城郷麓村、高城郡高城村大字麓、薩摩郡高城町大字麓、川内市高城町。郵便番号は895-0211。人口は2,027人、世帯数は1,116世帯（2020年10月1日現在）。

## 地理
薩摩川内市の西部、高城川下流域に位置し、南流する高城川によって形成された沖積平野は京セラ川内工場や宅地となっている。字域の北方は城上町、南方は御陵下町、南方から西方にかけて上川内町、西方は陽成町、東方は田海町、運動公園町、国分寺町に接している。
中央部を南北に鹿児島県道341号吉川川内線が通っており、字域の中央部に薩摩川内市立高来小学校があり、南部には京セラ川内工場が所在している。

### 町名の由来
「高城」という地名は当地に高い城（妹背城）があったことに由来している。

## 歴史

### 成立から町村制施行まで
麓という地名は江戸時代より見え、薩摩国高城郡高城郷（外城）のうちであった。江戸時代前期までは妹背城を中心に北方にあたる地域を上之村、南方にあたる地域を下之村と称していた。その後、下之村は麓村、上之村は城上村（現在の城上町）と称されるようになった。
麓村の村高は「加増目録」では574石余、「旧高旧領取調帳」では1,297石余であった。村域内には薩摩街道が通っており、郷士集落に接する街道筋に位置する旅宿等によって野町が形成された。

### 町村制施行以後
1889年（明治22年）4月1日に町村制が施行されたのに伴い、それまでの高城郷の区域より高城郡高城村が設置された。それまでの麓村は高城村の大字「麓」となった。1960年（昭和35年）には高城村が町制施行し、高城町となったのに伴い高城町の大字となった。
1965年（昭和40年）4月15日には高城町が川内市に編入された。同日に鹿児島県公報に掲載された「 字の廃止及び字の新設」により同日付を以て大字麓が廃止され、大字麓の区域を以て川内市の町「高城町」が設置された。
1999年（平成11年）に陽成町字堀之内の一部を高城町字一戦川の一部に編入し、高城町字妹野尾の一部が陽成町字堂ノ尾口の一部となった。2000年（平成12年）8月1日には高城町及び中郷町の一部より運動公園町が設置された。
2004年（平成16年）10月12日に川内市、東郷町、入来町、祁答院町、樋脇町、下甑村、上甑村、鹿島村、里村が新設合併し薩摩川内市が設置された。この市町村合併に伴い設置された法定合併協議会において川内市の町・字については「現行通りとする。」と協定されたため、名称の変更は行われずに薩摩川内市の町となった。

### 字域の変遷
| 実施後                   | 実施年             | 実施前                 |
| ------------------------ | ------------------ | ---------------------- |
| 高城町字一戦川（編入）   | 1999年（平成11年） | 陽成町字堀之内（一部） |
| 陽成町字堂ノ尾口（編入） | 1999年（平成11年） | 高城町字妹野尾（一部） |
| 運動公園町（新設）       | 2000年（平成12年） | 高城町（一部）         |
| 運動公園町（新設）       | 2000年（平成12年） | 中郷町（一部）         |

## 人口
以下の表は国勢調査による小地域集計が開始された1995年以降の人口の推移である。
| 年                 | 人口  |
| ------------------ | ----- |
| 1995年（平成7年）  | 2,004 |
| 2000年（平成12年） | 2,094 |
| 2005年（平成17年） | 2,035 |
| 2010年（平成22年） | 2,157 |
| 2015年（平成27年） | 1,980 |
| 2020年（令和2年）  | 2,027 |

## 施設

### 公共
- 鹿児島県警察薩摩川内警察署川内北交番[16]
- 高来地区コミュニティセンター

### 教育
- 九州職業能力開発大学校附属川内職業能力開発短期大学校
- 薩摩川内市立高来小学校
- 高城保育園

### 郵便局
- 高城郵便局

### 寺社
- 高城神社
- 光明坊
- 萩迫教友社
- 報恩寺

### その他
- 京セラ川内工場

## 小・中学校の学区
市立小・中学校の学区（校区）は以下の通りである。
| 町丁   | 番地 | 小学校                 | 中学校                 |
| ------ | ---- | ---------------------- | ---------------------- |
| 高城町 | 全域 | 薩摩川内市立高来小学校 | 薩摩川内市立平成中学校 |

## 交通

### 道路
一般県道
- 鹿児島県道341号吉川川内線

## 著名な出身者
- 西ノ海嘉治郎 (初代) - 大相撲力士（第16代横綱）[18]